# Richard Marx (1867–1935)
Richard Marx (ur. 1867, zm. 12 marca 1935) – gdański finansista i duński urzędnik konsularny.
Był dyrektorem Gdańskiego Prywatnego Banku Akcyjnego (Danziger Privat-Actien-Bank) (1903-1933), usuniętym ze stanowiska z uwagi na swoje nie aryjskie pochodzenie (?!), radnym miejskim (1907-1919, 1919–1924), prowizorem szpitala przy kościele Bożego Ciała w Gdańsku (1918-1920) oraz pełnił funkcję początkowo wicekonsula (1909-) a następnie konsula Danii w Gdańsku (1912-1921).